# Dimitrios Ralis
Dimitrios Ralis (gr. Δημήτριος Ράλλης; ur. 1844, zm. 5 sierpnia 1921) – grecki polityk, pięciokrotny premier Grecji.

## Życiorys
Pierwszy raz objął urząd premiera po ustąpieniu Teodorosa Dilijanisa wskutek klęski Grecji w wojnie z Turcją w 1897. Zwrócił się wówczas do mocarstw zachodnioeuropejskich z prośbą o mediację i pomoc w zawarciu traktatu pokojowego, co faktycznie nastąpiło.
Ralis ponownie obejmował stanowisko premiera między czerwcem i grudniem 1903, czerwcem i grudniem 1905, lipcem i sierpniem 1909. W 1909 jego dymisja została wymuszona przez Ligę Wojskową, organizatorów zamachu z Gudi, z którymi Ralis bez powodzenia negocjował.
Po raz ostatni objął urząd premiera w listopadzie 1920 i sprawował go do śmierci. Zorganizował plebiscyt, który miał zdecydować o powrocie króla Konstantyna (jego wyniki zostały sfałszowane); królową matkę Olgę mianowano regentką.
Jego syn Joanis był ostatnim premierem kolaboracyjnego rządu greckiego, zaś wnuk Jeorjos kilkakrotnie zasiadał w parlamencie powojennej Grecji.